# استراحة الشوطين
استراحة الشوطين أو استراحة ما بين الشوطين أو الفاصل الانتصافي هو الاسم الذي يطلق على الفترة الفاصلة بين شوطي مباراة الرياضة الجماعية التي تلعب مباراتها في شوطين. تُستخدم كلمة الإنكليزية (halftime) للإشارة إلى شوط المبارة الواحد وإلى الاستراحة بينهما. أما في اللغة العربية فلكل منهما اسم، الشوط والاستراحة.
تسمح استراحة الشوطين للمنافسين بالراحة مدة وجيزة والتعافي من اللعب في الشوط الأول. وهي تُتيح استراحة للمتفرجين، وغالبًا ما تُعرض فيها عروض التشجيع والتيفو. وتُتيح للمذيعين والمعلقين في التلفاز والمذياع فرصة تقديم ملخص للنصف الأول من اللعبة، وإلقاء الضوء على الألعاب الأخرى قيد اللعب، وتسمح بعرض والإعلانات التجارية، وتقديم تحليل للعبة أو الاحتفالات المتعلقة.

## قائمة رياضات الجماعة
| رياضة                  | مدة الاستراحة                             | مدة الشوط |
| ---------------------- | ----------------------------------------- | --- |
| كرة القدم الأمريكية    | 13 (للمحترفين) أو 20 دقيقة (جامعية)       | ربعين مدة كل منهما 15 دقيقة. أما في الاتحاد الدولي لكرة القدم الأمريكية فربعان مدة كل منهما 12 دقيقة. |
| كرة القدم              | 15 دقيقة                                  | 45 دقيقة بالإضافة إلى الوقت بدل الضائع |
| كرة القدم الأسترالية   | 20 دقيقة                                  | مدتان (ربعان) مدة كل منهما 20 دقيقة بالإضافة إلى الوقت المحتسب بدل الضائع ( دوري كرة القدم الأسترالية ) و15 دقيقة بالإضافة إلى الوقت المحتسب بدل الضائع للسيدات.                                                                                        |
| باندي                  | ≥20 دقيقة                                 | 45 دقيقة بالإضافة إلى الوقت المحتسب بدل الضائع ووقت التبديل وما إلى ذلك. |
| كرة سلة                | 15 دقيقة                                  | فترتان (أرباع) من 10 ( FIBA، الاتحاد الوطني لكرة السلة النسائية، الدوري الأسترالي لكرة السلة، كرة السلة الجامعية في الولايات المتحدة) أو 12 ( إن بي أي) دقيقة لكل منهما أو فترة واحدة (نصف) من 20 دقيقة (كرة السلة الجامعية في الولايات المتحدة)        |
| كرة الكانوي            | 1-3 دقائق                                 | 7-10 دقائق |
| كرة القدم الكندية      | 15 دقيقة                                  | ربعان مدة كل منهما 15 دقيقة (كرة قدم كندية، كرة القدم الجامعية الكندية ). |
| لعبة الكريكيت المحدودة | 10 دقائق                                  | حوالي 3.5 ساعة في لعبة الكريكيت ODI ، و90 دقيقة في لعبة الكريكيت T20 (على الرغم من أن الأوقات يمكن أن تختلف بشكل كبير، حيث يمكن أن يقطع الطقس المباراة، وقد تلعب الفرق ببطء في انتهاك للوائح ، أو يمكن أن ينتهي الشوط مبكرًا لأن الفريق قد خرج بالكامل.) |
| هوكي الميدان           | 15 دقيقة                                  | فترتان مدة كل منهما 15 دقيقة |
| كرة القدم الغالية      | 12 دقيقة                                  | 30 أو 35 دقيقة |
| كرة اليد               | 15 دقيقة                                  | 30 دقيقة |
| القذف                  | 12 دقيقة                                  | 30 أو 35 دقيقة |
| كبادي                  | 5 دقائق                                   | 20 دقيقة |
| خو خو                  | 6 دقائق (3 دقائق في UKK )                 | دورتان (أرباع) مدة كل منهما 9 دقائق (7 دقائق لكل منهما في ألتيميت خو خو ) |
| لكروس                  | 12 دقيقة في NLL فقط                       | فترتان (أرباع) مدة كل منهما 15 دقيقة في NLL |
| كرة الشبكة             | 5 دقائق                                   | فترتان (أرباع) مدة كل منهما 15 دقيقة |
| دوري الركبي            | 10 دقائق                                  | 40 دقيقة |
| اتحاد الركبي           | 10-15 دقيقة                               | 40 دقيقة |
| سباعيات الرجبي         | دقيقة واحدة (دقيقتان في نهائيات المنافسة) | 7 دقائق (10 دقائق في نهائيات المسابقة) |
| كرة السلة الهولندية    | 10 دقائق                                  | 25 دقيقة (وقت اللعب الحقيقي) |